# 約瑟夫·里歐納德·戈爾茨坦
約瑟夫·里歐納德·戈爾茨坦（英語：Joseph Leonard Goldstein，1940年4月18日—），美國生化學家與遺傳學家，出生於南卡羅來納州金斯特里。由於關於膽固醇的研究，而獲得1985年的諾貝爾生理學或醫學獎。

## 外部連結
- Nobel Biography （页面存档备份，存于）
- The Official Site of Louisa Gross Horwitz Prize （页面存档备份，存于）